# Significante flottante
I significanti flottanti o significanti vuoti sono concetti linguistici in cui i significanti non hanno precisi significati di riferimento, cioè sono parole che non hanno corrispondenza con un oggetto preciso. Claude Lévi-Strauss utilizzò per primo questo termine, a proposito di parole come mana (sostanza di cui è permeato ciò che è magico), o oomph (termine dello slang statunitense che indica attrattività sessuale) "per rappresentare una imprecisata quantità di significazione, in sé vuoto di significato e quindi adatto ad essere caricato di qualunque significato". Un significante fluttuante, ovvero una parola con  "valore simbolico zero", trova la sua necessità nel "permettere al pensiero simbolico di operare nonostante la contraddizione ad esso inerente".
Il concetto di significanti flottanti viene impiegato nella critica postmodernista. Spesso è associato a parole come razza e genere, per affermare che la parola è più concreta del concetto che essa descrive, un concetto soggetto a cambiamenti molto ampi ma sempre descritto da una parola apparentemente immutabile.
La definizione di corpo come significante fluttuante, presente nella Enciclopedia Einaudi e redatta dal filosofo portoghese José Gil, è stata poi ripresa in ambito italiano in molte riflessioni sul corpo postorganico.